# Stronghold (album)
Stronghold er det fjerde studiealbum af det østrigske band Summoning. Dette album markerede en ændring i Summonings lyd da det var mere "guitar-orienteret med mere kompakte guitarmelodier".. Deres sangtekster på albummet omhandler ikke, som normalt, Tolkien-relaterede emner. "Where Hope and Daylight Die" har Tania Borsky, Protectors ekskæreste og tidligere medlem af Die Verbannten Kinder Evas, som vokalist.
Albummet er Summonings første som indeholder lydklip; der blev brugt lydklip fra filmene Braveheart og Legend.

## Spor
1. "Rhûn"
2. "Long Lost to Where No Pathway Goes"
3. "The Glory Disappears"
4. "Like Some Snow-white Marble Eyes"
5. "Where Hope and Daylight Die"
6. "The Rotting Horse on the Deadly Ground"
7. "The Shadow Lies Frozen on the Hills"
8. "The Loud Music of the Sky"
9. "A Distant Flame Before the Sun"

## Fodnoter
1. 1 2  Summonings officielle hjemmeside (Webside ikke længere tilgængelig)